# Coup d'État du 11 septembre 1922

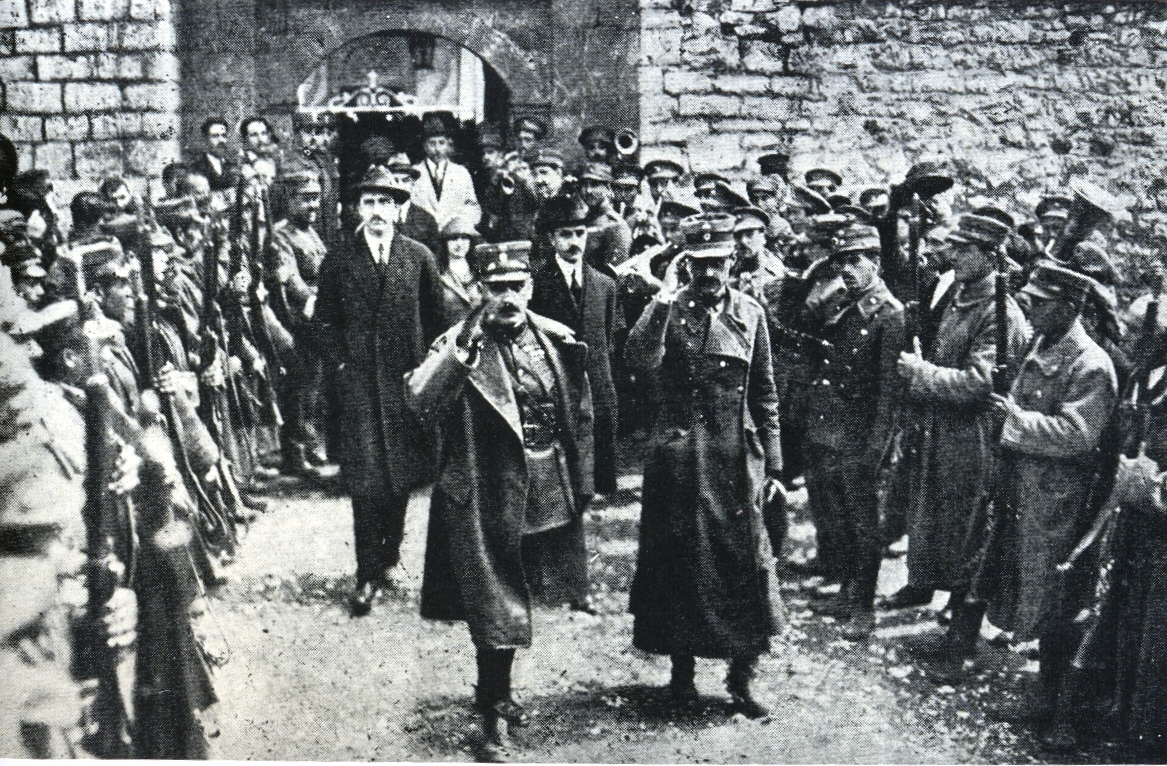
Les colonels Plastíras et Gonatás à Mousounitsa, en 1922.

Le Coup d'État grec du 11 septembre 1922 est un soulèvement militaire qui s’est tenu à Chios et à Lesbos à la fin de la Deuxième Guerre gréco-turque. Organisée par les colonels Nikolaos Plastiras et Stylianós Gonatás ainsi que par le commandant Dimitrios Phokas (el) qui représente la marine, ce coup d'État aboutit à l’abdication du roi Constantin Ier de Grèce.
En 1922, la défaite de l’armée grecque face aux nationalistes turcs conduits par Mustafa Kemal décrédibilise le roi Constantin Ier et son gouvernement. Alors que des dizaines de milliers de réfugiés micrasiates affluent vers la Grèce, le cabinet de Petros Protopapadakis démissionne le 28 août. Cependant, son remplacement par le gouvernement de Nikólaos Triantaphyllákos ne satisfait pas les combattants d’Asie mineure, chez qui la colère monte.
Le 11 septembre, les unités militaires présentes à Chios et à Lesbos se soulèvent et se dirigent vers Athènes. Elles revendiquent alors l’abdication du souverain, la dissolution de l’Assemblée hellénique et la formation d’un nouveau gouvernement ayant à sa tête des militaires.  Rapidement, les révolutionnaires reçoivent le soutien des forces alliées, en froid avec la famille royale depuis la Première Guerre mondiale.
Face à la menace révolutionnaire, Constantin Ier renonce au trône le 27 septembre et son fils Georges II lui succède à la tête du pays. Un nouveau gouvernement, d’obédience vénizéliste, se met en place, présidé par un civil, Sotírios Krokidás, jusqu'au 27 novembre puis par Gonatás. Ce gouvernement aboutira à la destitution du nouveau roi et à l'établissement de la Deuxième République hellénique en 1924.